# Інарі-дзуші
Іна́рі-дзу́ші (яп. 稲荷寿司) — страва японської кухні, «торбинка» з тофу (абурааге), наповнена рисом.
Рис суші, тобто рис, змочений оцтом, загортають у тофу. Потім торбинку з тофу обсмажують на олії. Залежно від регіону додаються інші інгредієнти, такі як гриби шіїтаке, морква, корінь японського лопуха (ґобо) або смажений кунжут (іригома).
Інарі стосується японського божества родючості Інарі, чиї лисиці-посланці (кіцуне) полюбляють смажений тофу (абурааґе).

## Споживання
Зазвичай Інарі-дзуші їдять паличками в холодному вигляді. Тому він часто є частиною бенто.

## Історія
Вперше Інарі-дзуші згадується в текстах пізнього періоду Едо, таких як Морісада Манкō (守貞謾稿), в яких були описані звичаї трьох найбільших на той час міст Едо (Токіо), Кіото та Осаки.

## Галерея

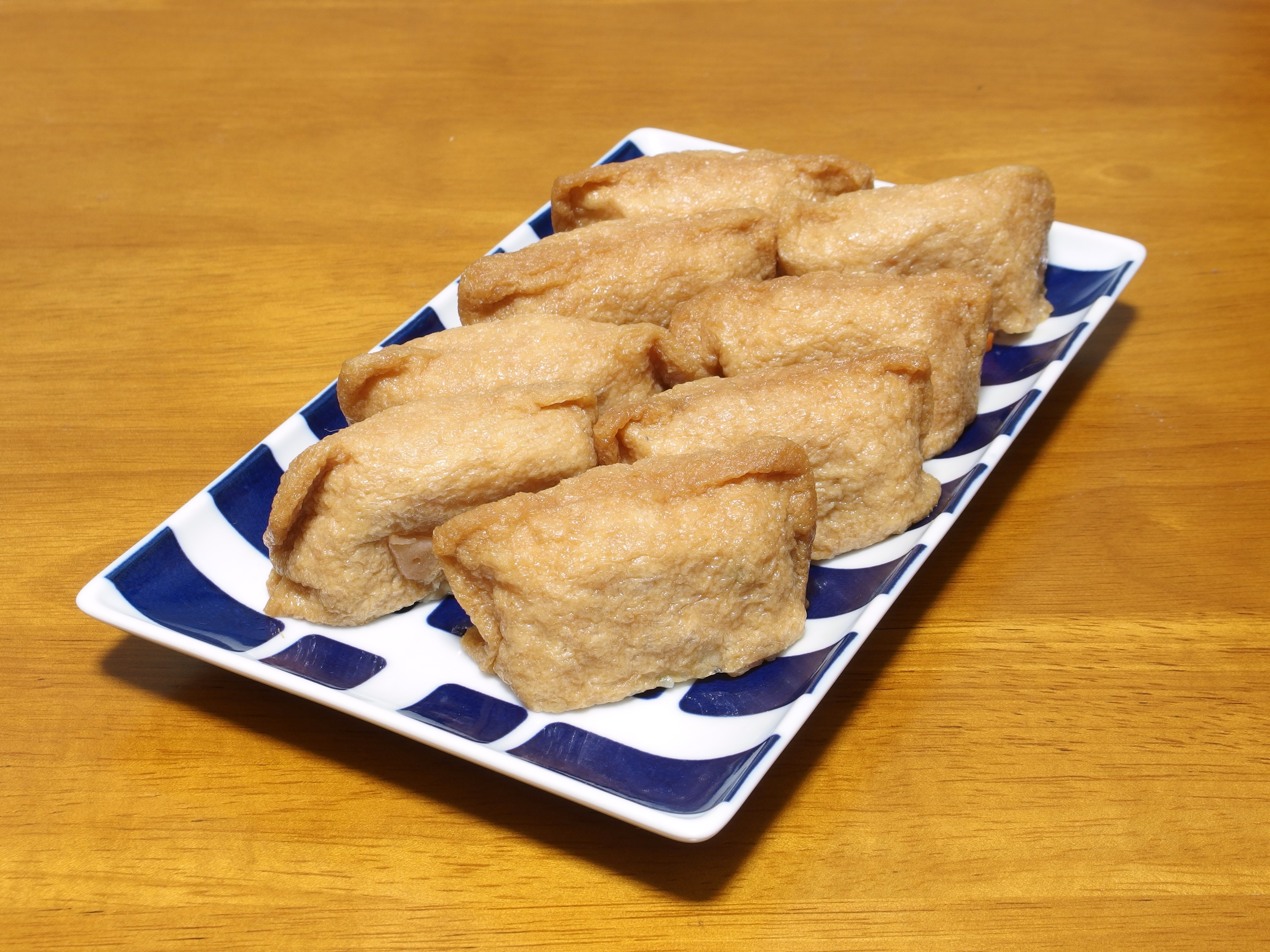
Інарі-дзуші в регіоні Канто, циліндричні.
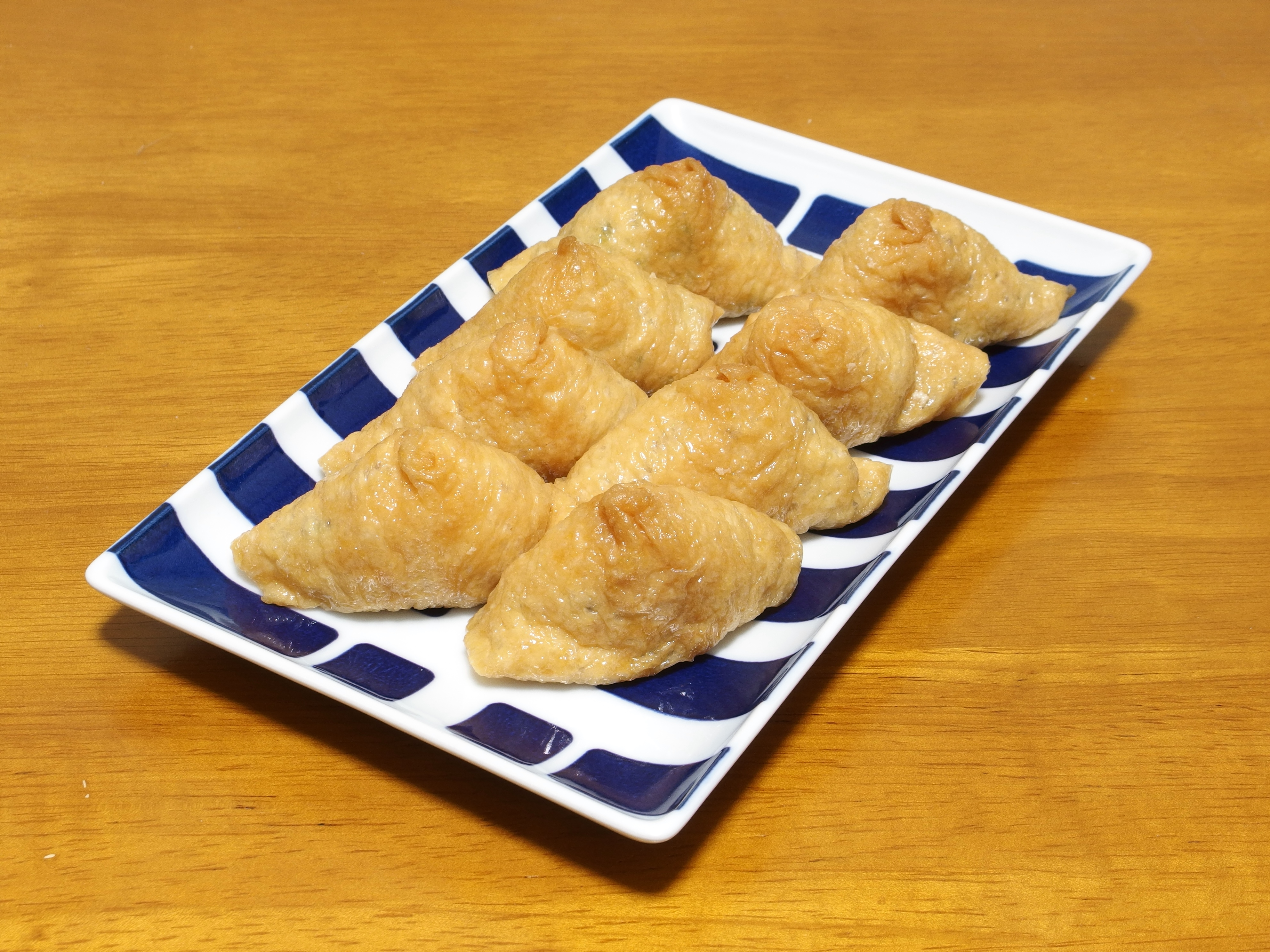
Інарі-дзуші в регіоні Кансай, зазвичай без додавання оцту в рис, трикутної форми.
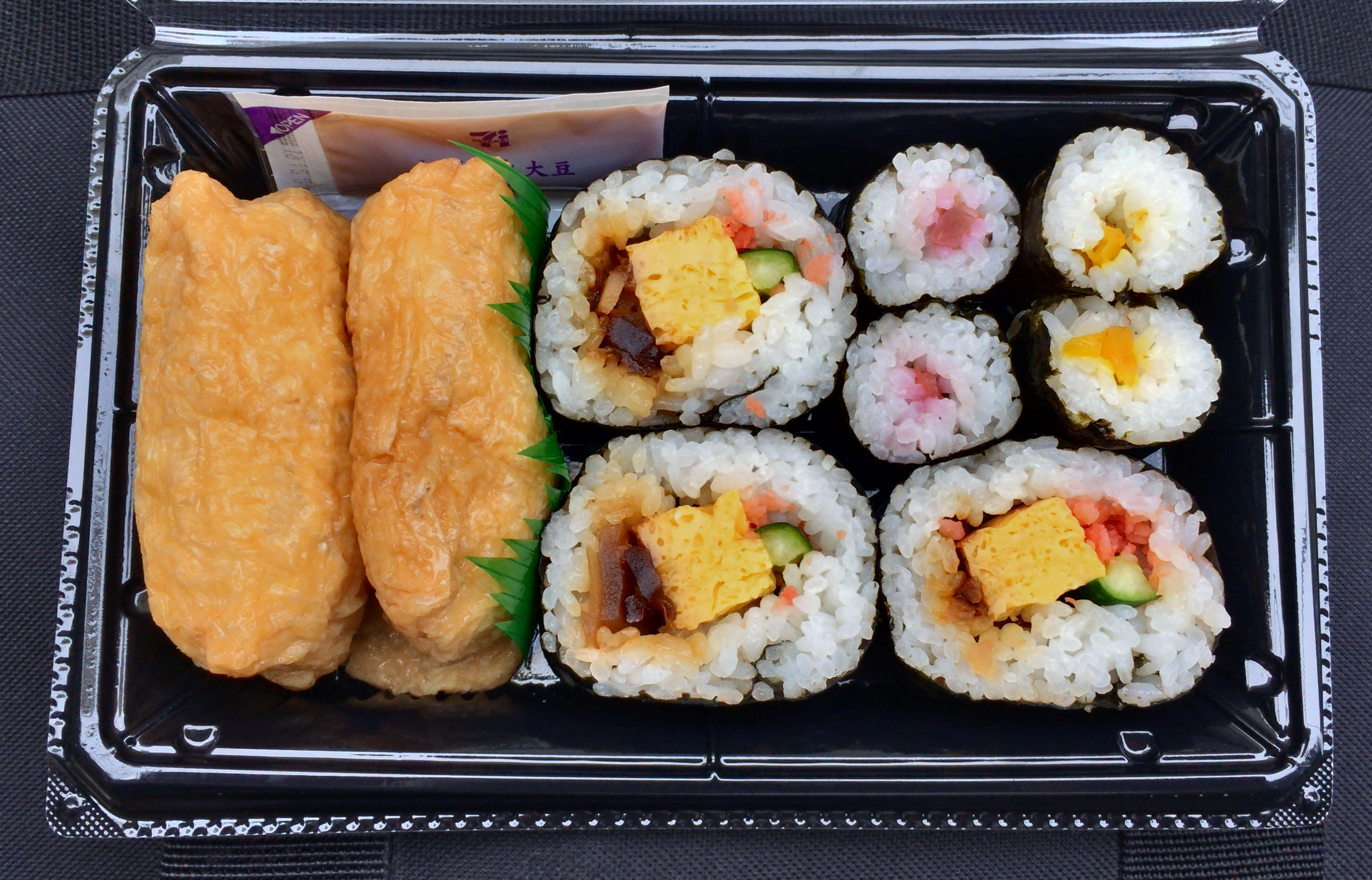
Набір суші разом із інарі-дзуші.
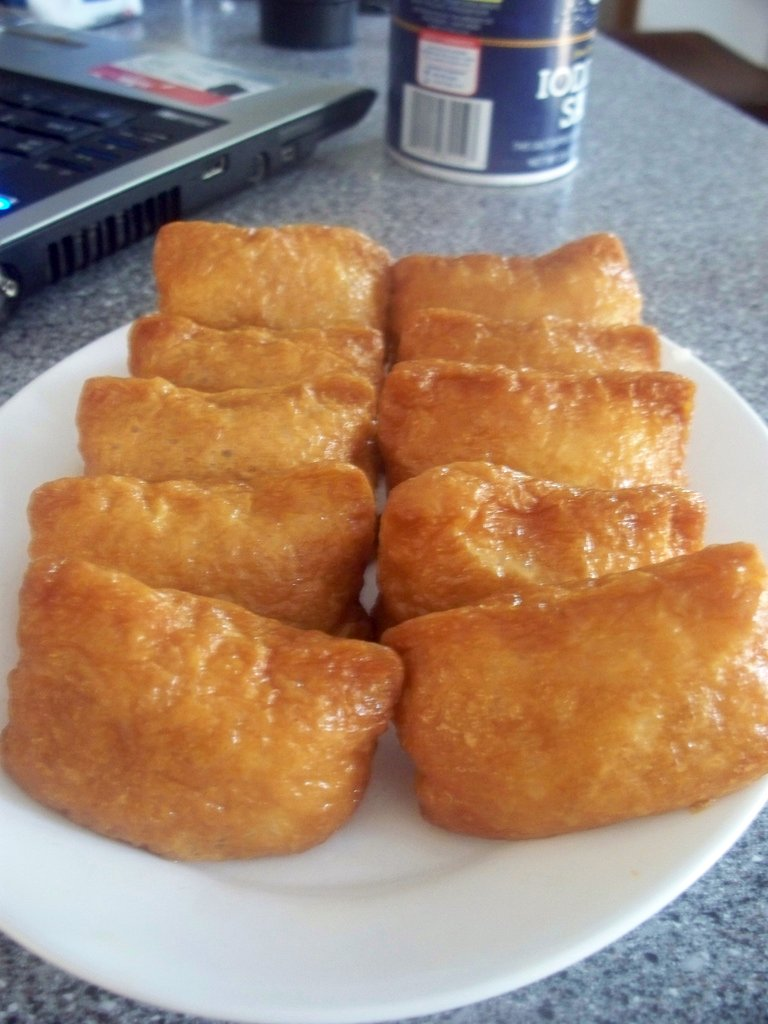
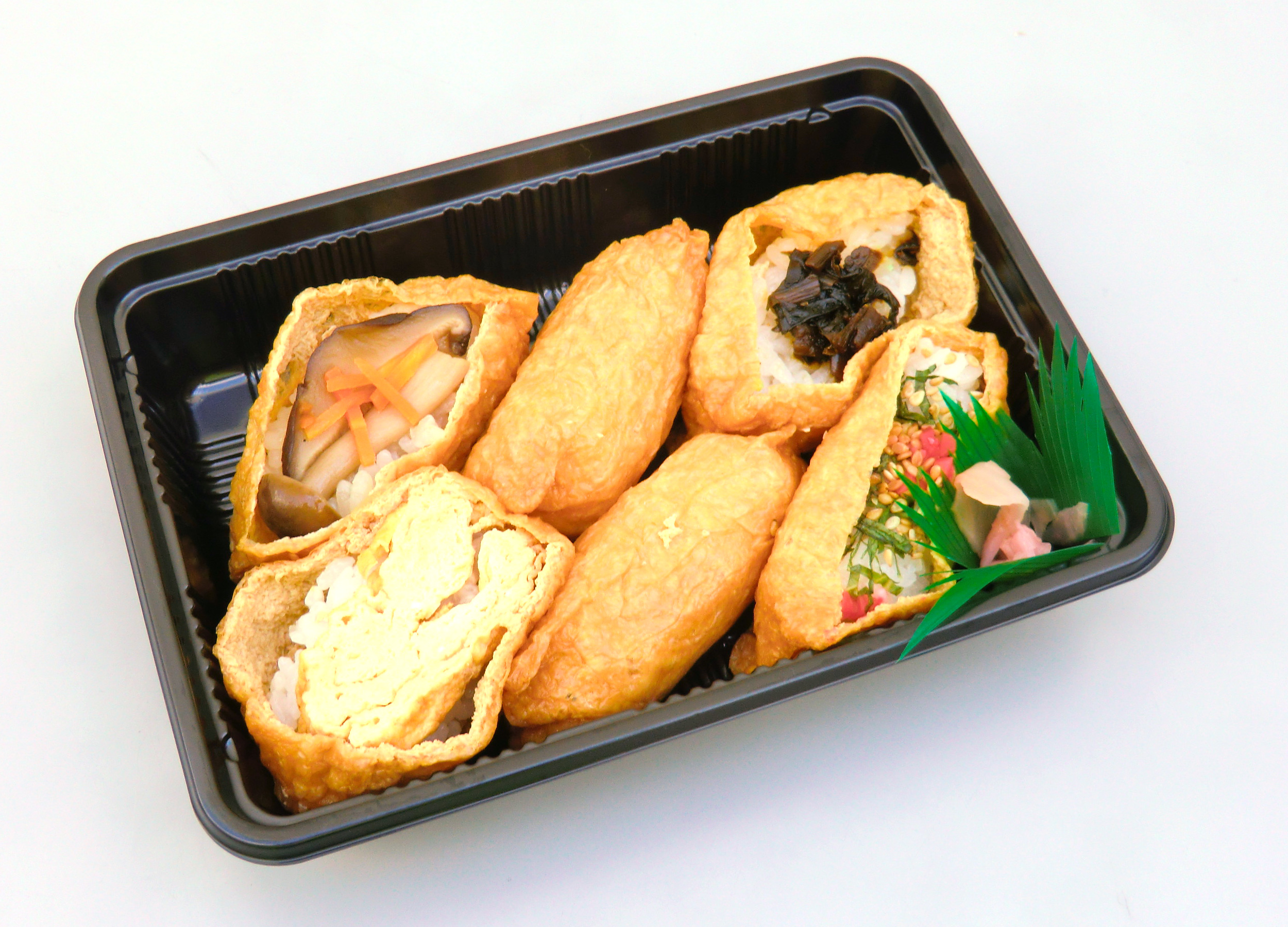
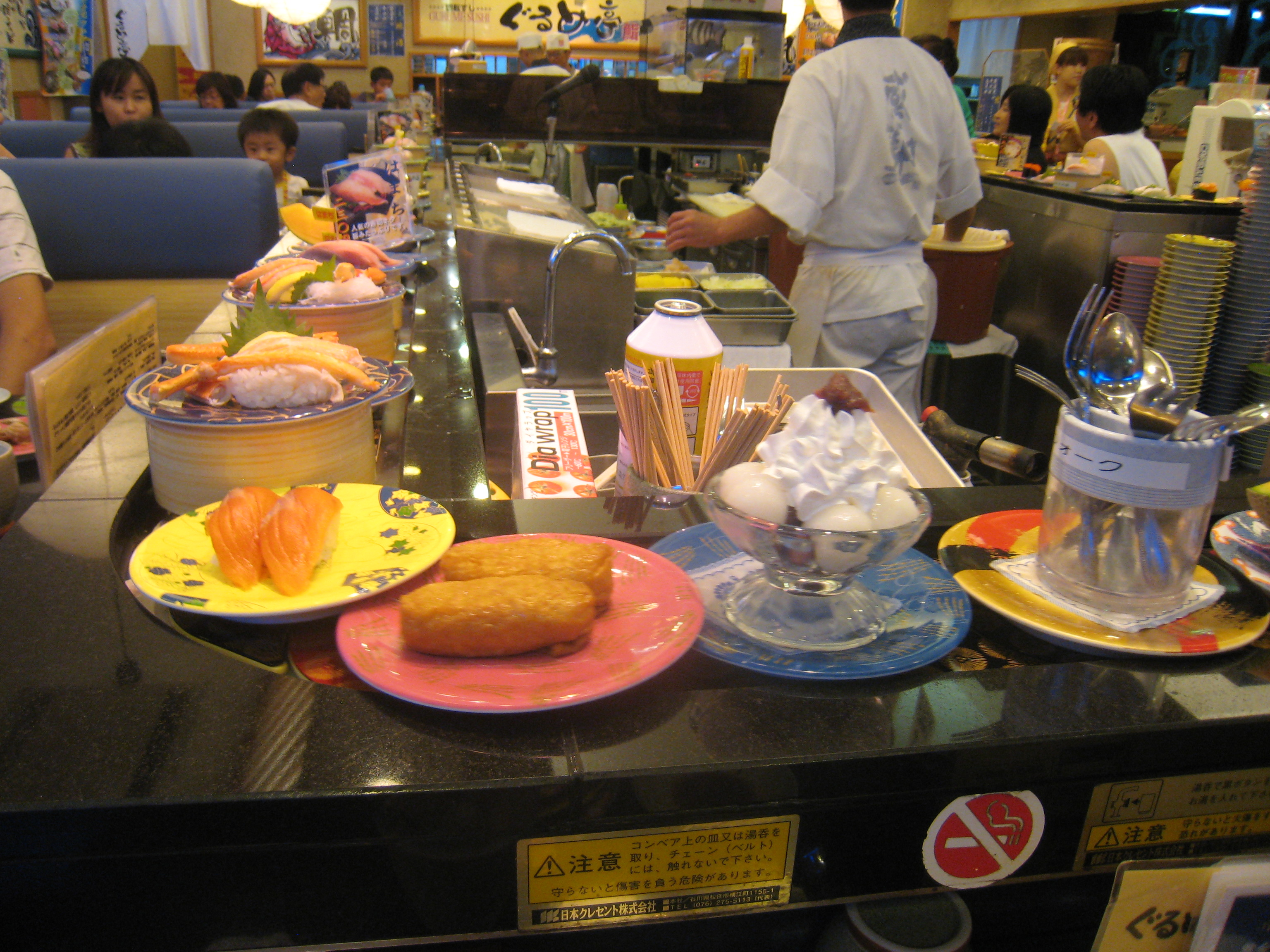
Інарі-дзуші в суші-ресторані в Йокогамі
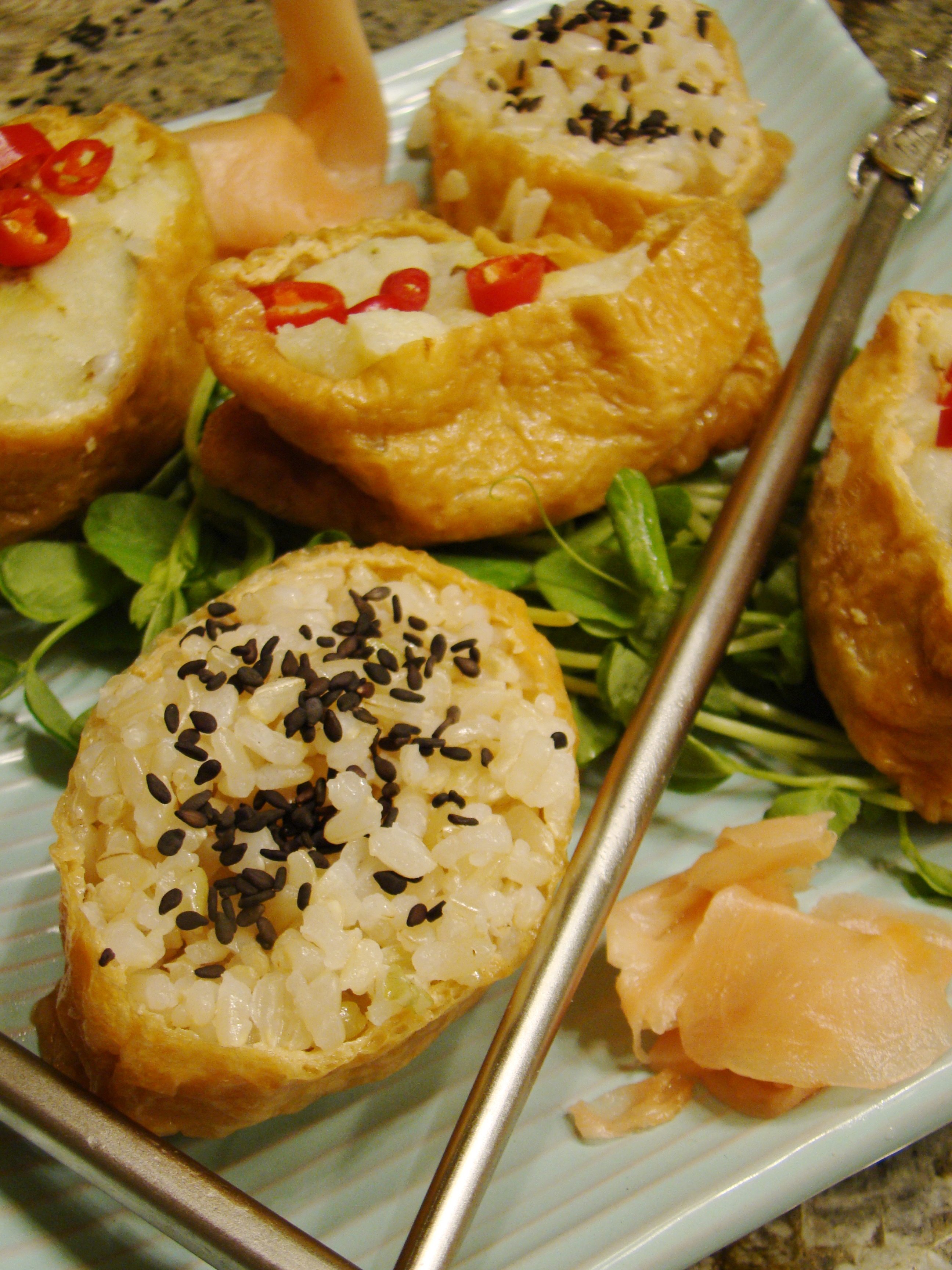
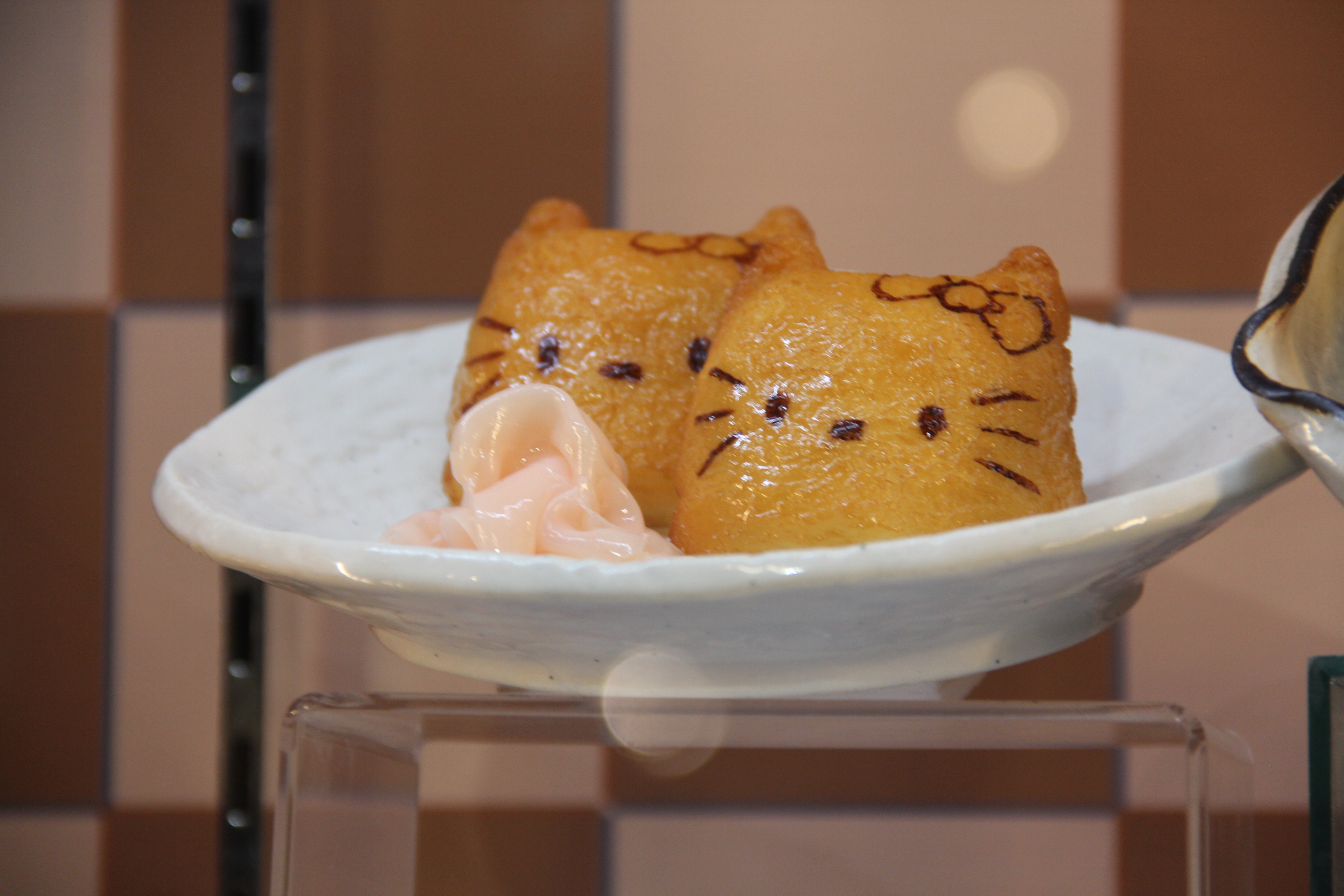
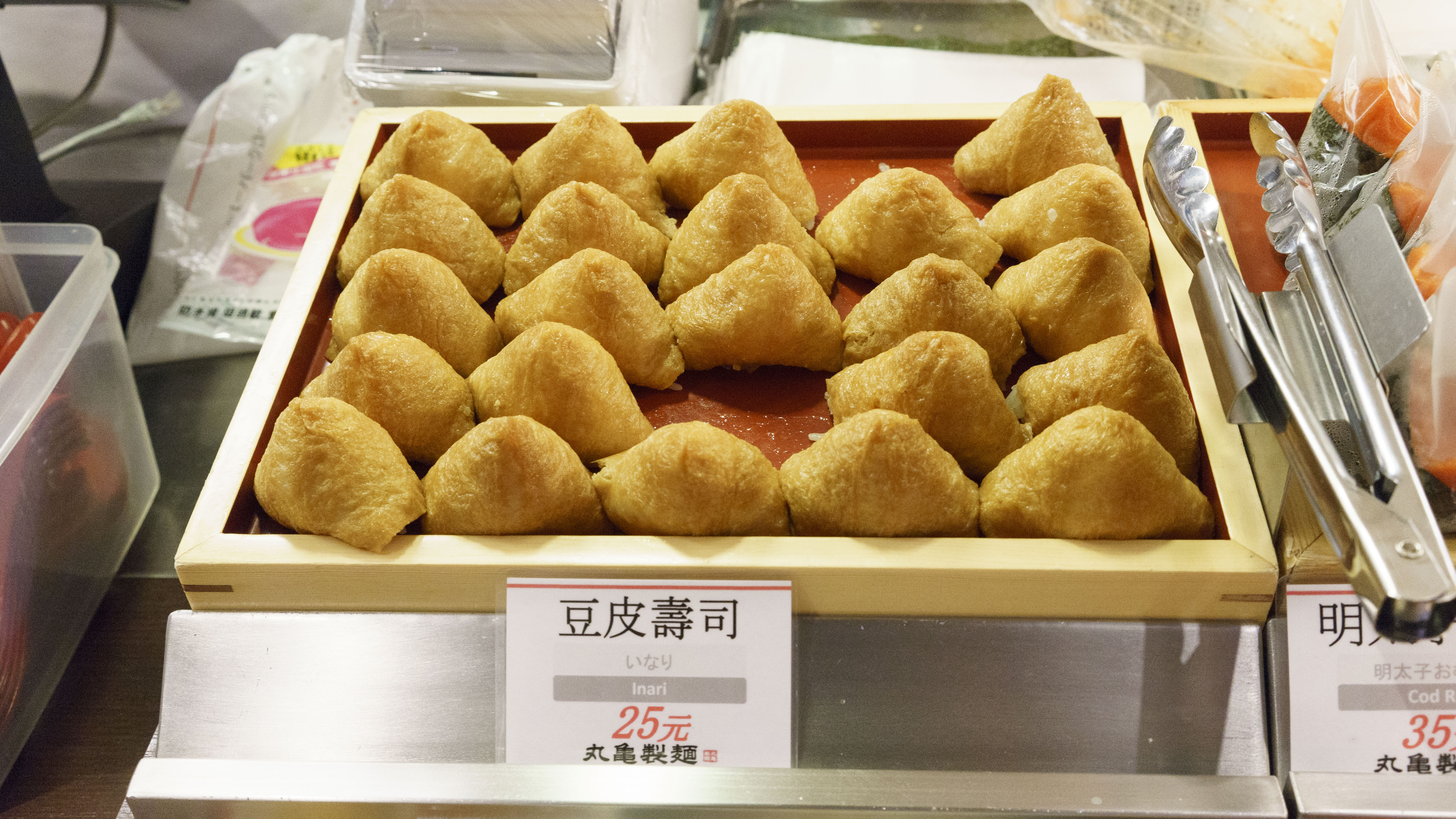
Інарі-дзуші на Тайвані
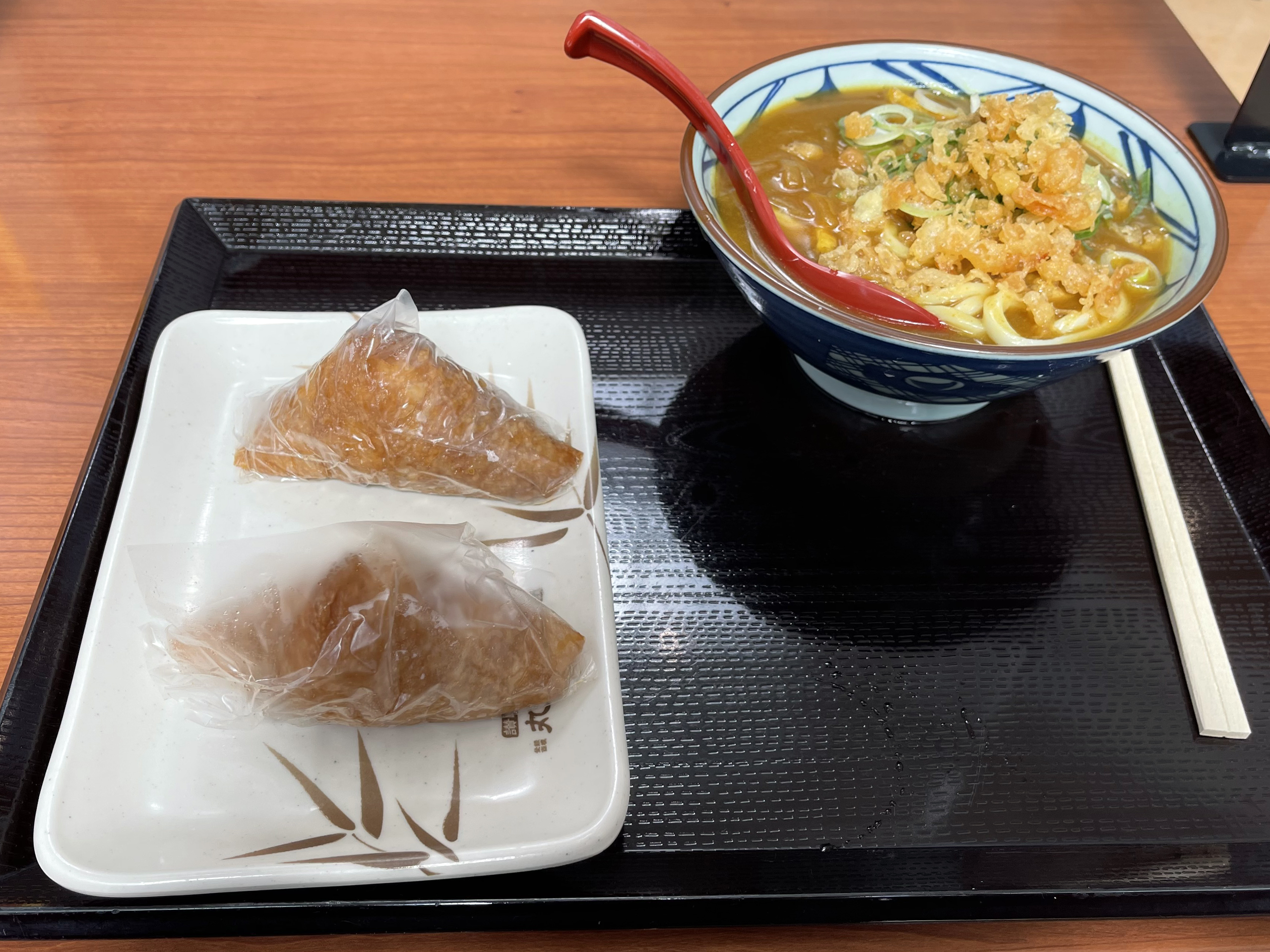
Набір інари суші та каррі удон.